# Saatchi Art
Saatchi Art es una galería de arte en línea y una red virtual de obras y artistas. Saatchi Art tiene sede en Los Ángeles, California, y es la más grande plataforma de arte y artistas del mundo.

## Historia
La sociedad fue conocida inicialmente bajo el nombre de Saatchi Online. El sitio Saatchi Art contiene pinturas, fotografías, dibujos y esculturas originales de aproximadamente 110 000 artistas de más de 100 países de todo el mundo. Su cobertura de artistas es una plataforma que permiten a las artistas de mostrar su trabajo e interactuar.
En agosto de 2014, Saatchi Art fue adquirido por Leaf Group (anteriormente Demand Media, Inc.).

## Controversias

### Demanda de Charles Saatchi
En noviembre de 2014, Charles Saatchi, dueño de Saatchi Gallery, entabló acciones legales en Reino Unido contra los dueños actuales de Saatchi Art. Pide de cesar de utilizar el nombre Saatchi Art debido a una violación de un acuerdo de propiedad intelectual del 18 de febrero de 2010. Pide igualmente a estar pagado la parte de los beneficios realizados utilizando el nombre Saatchi Art a marchar del momento de la presunta violación.